# Liste des autoroutes de la Norvège

Panneau de signalisation utilisé pour les autoroutes.

Panneau de signalisation utilisé pour les voies rapides.

Carte des autoroutes et voies rapides de Norvège.

La Norvège compte en 2020, un réseau autoroutier de 515 km d’autoroutes et de 445 km de voies rapides, avec environ 705 km de routes à quatre voies.

|        | Longueur | Autoroutes | Autoroutes | Voies rapides | Voies rapides |                                                           |
| Route  | km       | km         | %          | km            | %             | Notes                                                     |
| ------ | -------- | ---------- | ---------- | ------------- | ------------- | --------------------------------------------------------- |
| E6     | 2578     | 229        | 8,9        | 204           | 7,9           |                                                           |
| E16    | 707      | 26         | 3,7        | 32,9          | 3             | 9 km en commun avec l’E6                                  |
| E18    | 410      | 232        | 56,6       | 104           | 25,3          | 1 km en commun avec l’E6                                  |
| E39    | 1330     | 20,5       | 1,5        | 26            | 1,9           | 6 km en commun avec l’E16                                 |
| E134   | 451      | 4,5        | 1,0        | 0             | 0             | 4,5 km en commun avec l’E18                               |
|        | 291      | 0          | 0          | 12            | 4,1           |                                                           |
|        | 140      | 9          | 6,4        | 33            | 23,5          |                                                           |
|        | 388      | 0          | 0          | 17            | 4,3           |                                                           |
|        | 11,4     | 7,5        | 65,8       | 0             | 0             |                                                           |
|        | 23,5     | 0          | 0          | 4             | 17            |                                                           |
|        | 45       | 7          | 15,6       | 1             | 2,2           |                                                           |
|        | 13       | 0          | 0          | 4,5           | 34,6          |                                                           |
| 181    | 26,4     | 0          | 0          | 1,2           | 4,5           |                                                           |
| 557    | 7,8      | 0          | 0          | 7,8           | 100           |                                                           |
| Total* |          | 515        |            | 445           |               | *les tronçons en commun ne sont comptés qu’une seule fois |